# Insignia de Paracaidista
La Insignia de Paracaidista (en alemán: Fallschirmschützenabzeichen) fue una insignia otorgada a paracaidistas veteranos de la Wehrmacht y las Waffen-SS de la Alemania nazi.
La insignia se estableció por primera vez por orden de Hermann Göring el 5 de noviembre de 1936. Se otorgó originalmente al personal de la Luftwaffe después de completar el número requerido de seis saltos. La insignia mostraba un águila buceadora con una esvástica en sus garras rodeada por una corona de plata. La construcción original fue de "bronce dorado" para el águila y "placa de plata oxidada" para las hojas de laurel. En 1937, el material de la insignia cambió a aluminio. A finales de 1942, el material se cambió de nuevo a una aleación de metal. En 1937 también se autorizó una versión de tela para llevarla en su chaqueta de vuelo. El condecorado tenía que volver a optar a la insignia cada año.
Posteriormente se introdujo una versión militar (Fallschirmschützen-Abzeichen des Heeres) (1 de septiembre de 1937), con la esvástica reubicada en la parte superior de la corona y coronada por un águila erguida más pequeña. Al igual que con la Luftwaffe, el condecorado tenía que volver a optar a la insignia cada año. En 1936, el ejército ordenó la institución de su propia compañía de paracaidistas, que se amplió a un batallón en 1938. Cuando las unidades de paracaidistas del ejército fueron transferidas a la Luftwaffe en 1939, los ex-soldados del ejército continuaron usando la versión de paracaidistas del ejército. Insignia. El personal de las Waffen-SS de los 500, 501 o 502 SS-Parachute Battalions recibió la insignia de la Luftwaffe después de aprobar el salto y otros requisitos.

## Versiones

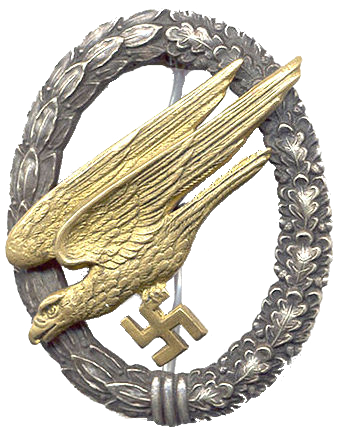
Versión de la Luftwaffe
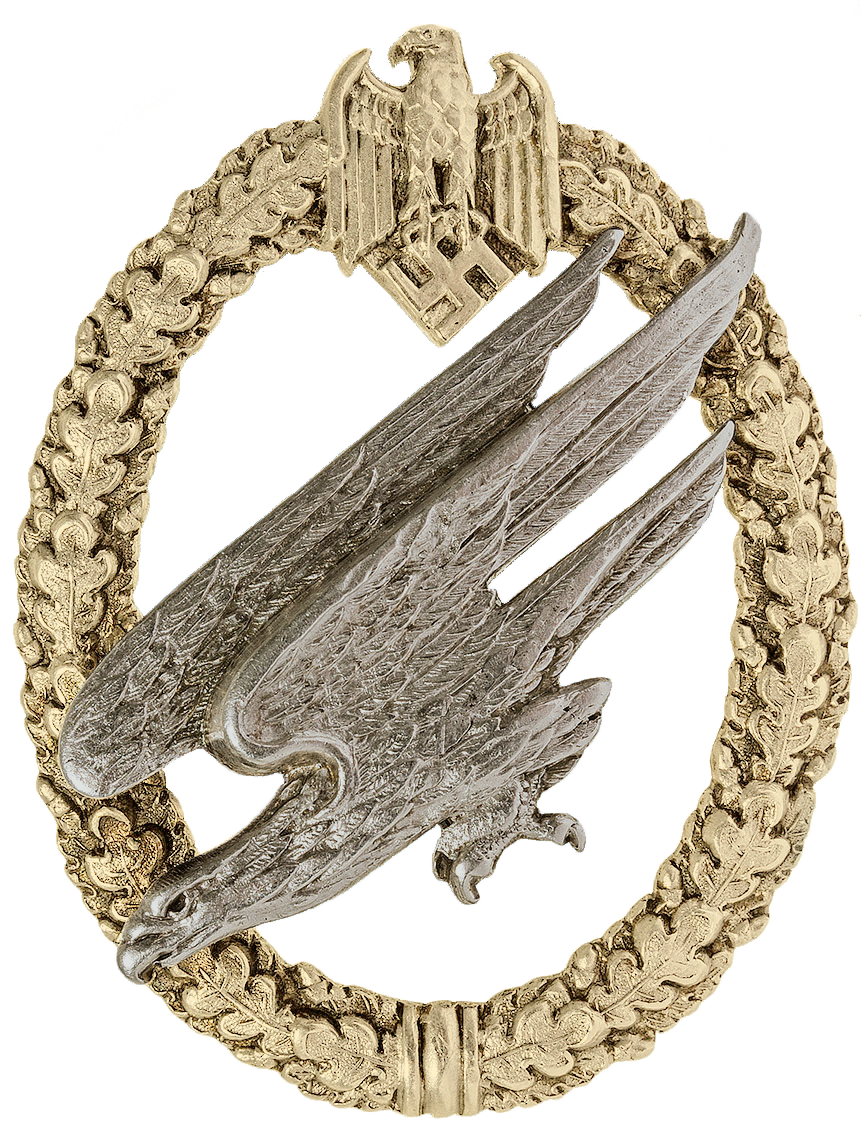
Versión del Heer
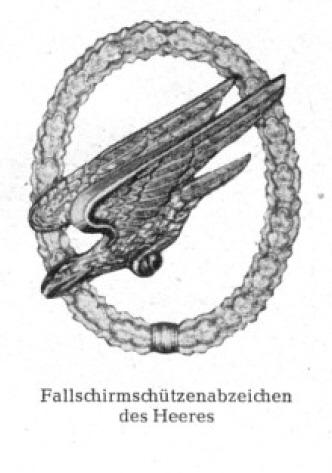
Versión desnazificada del Heer.